# Птах з Саккари

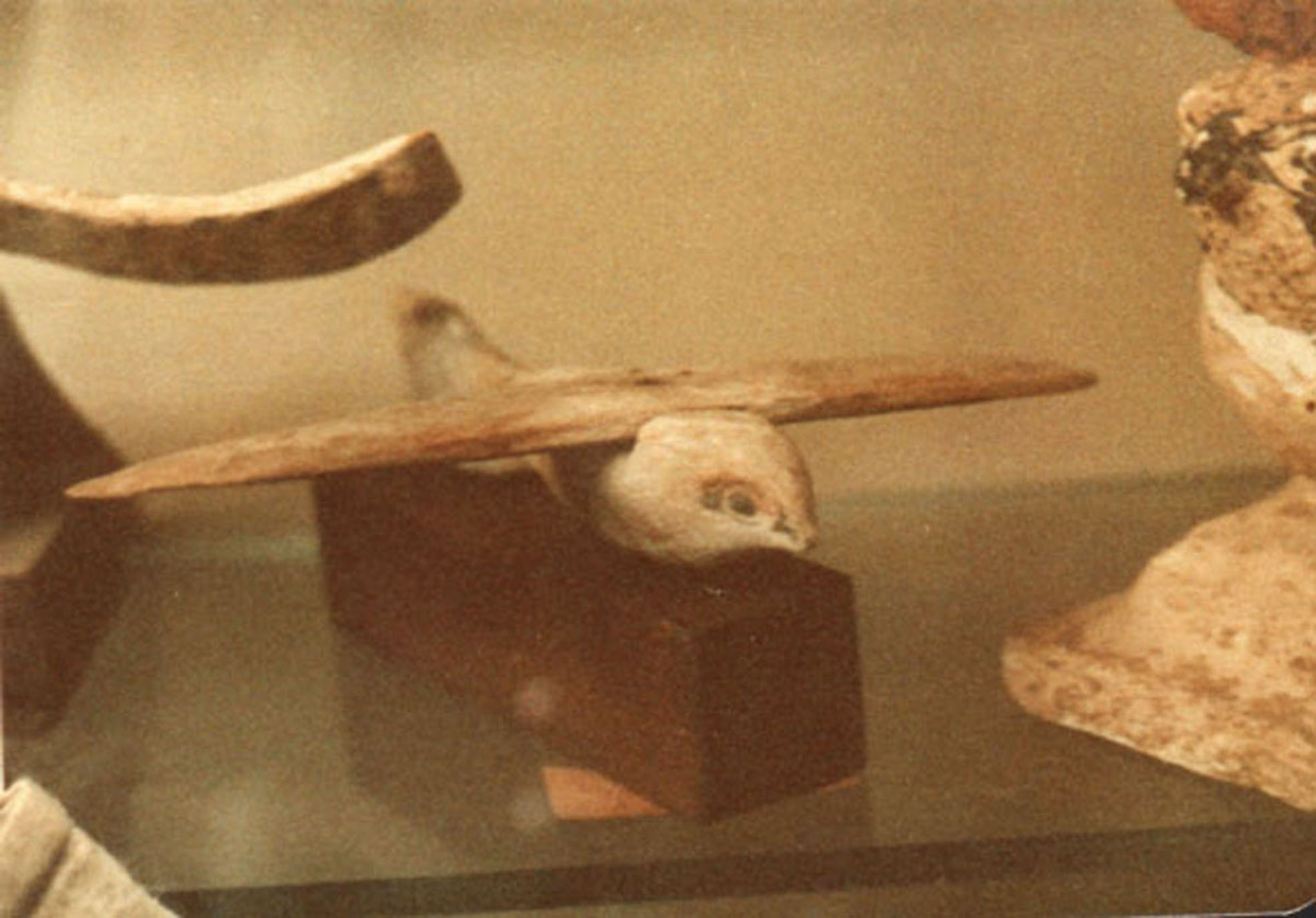
Модель Саккарського птаха.

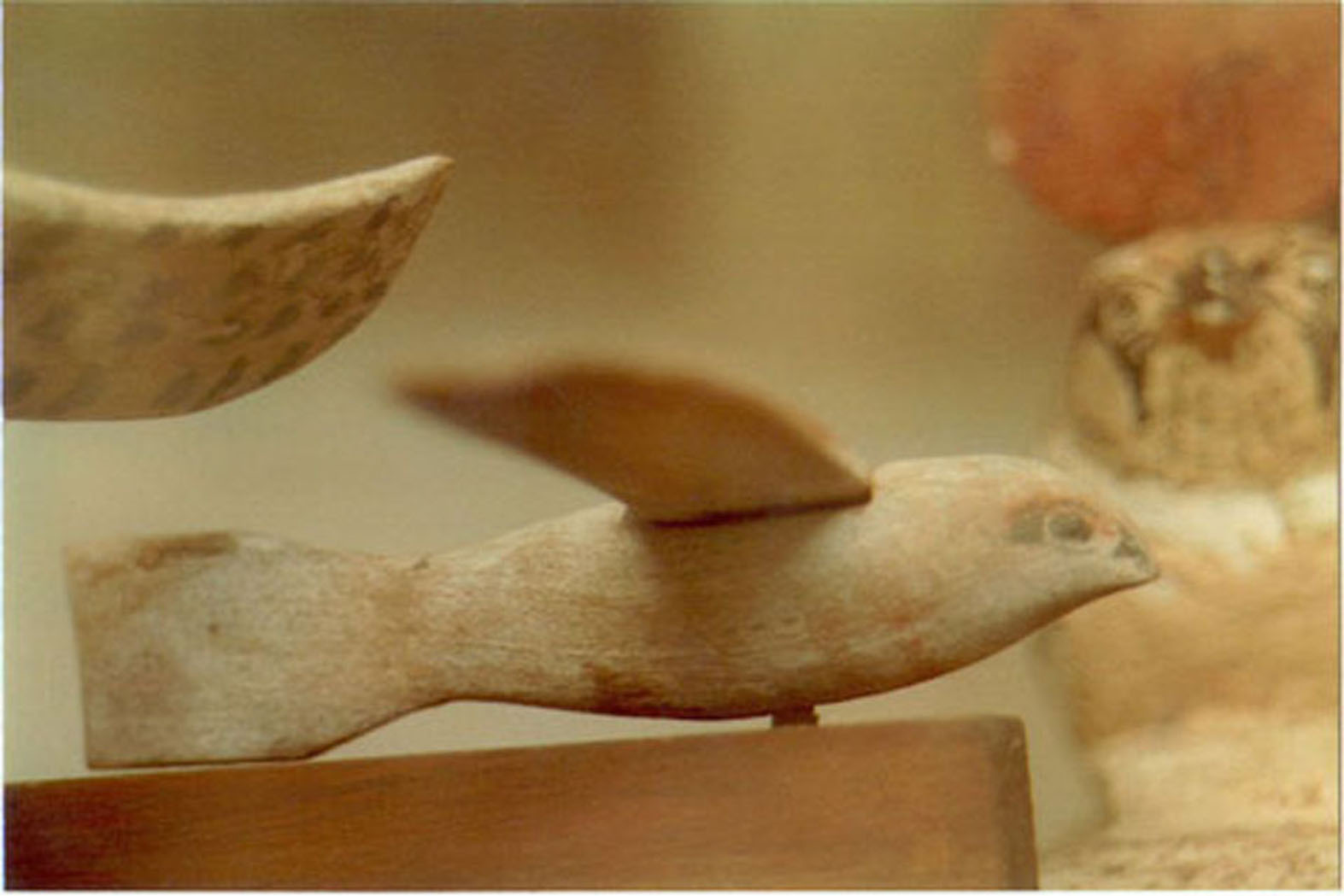
Модель Саккарського птаха.

Птах з Саккари — фігурка з сикоморового дерева, виявлена в 1898 при розкопцах одного з могильників Саккари. У загальних рисах нагадує пернатого птаха без дзьоба, оперення та нижніх кінцівок. Нині експонується в Каїрському музеї і датується III–II ст. до н. е.

## Опис
«Саккарський птах» став широко відомим, коли каїрський єгиптолог-любитель Халіль Мессіха (Khalil Messiha), виявивши фігурку в музейних запасниках, заявив у 1972, що вона являє собою модель стародавнього літального апарата (планера), який, на його думку, просто не зберігся до наших днів або поки не знайдений. Відсутність необхідного для польоту горизонтального оперення він пояснював тим, що відповідна деталь загубилась. Мессіха повідомив, що виготовив модель саккарського артефакту і, забезпечивши її хвостовим стабілізатором, спробував показати, що вона здатна планувати, — як стверджується в його статті, «я без подиву виявив, що, якщо її запустити рукою, вона здатна пропланувати в повітрі кілька ярдів».
Дані твердження Мессіха спростував Мартін Грегорі (англ. Martin Gregorie) — фахівець у галузі конструювання, будівництва і пілотування планерів (його найвищими спортивними досягненнями на планерах власної розробки стали 5-е місце на чемпіонаті світу 1983 року в Австралії і третє командне місце у складі новозеландської команди на чемпіонаті світу 1993 року в Каліфорнії). На підставі опублікованих креслень Грегорі виготовив копії «Саккарського птаха» і провів серію випробувань, внаслідок яких він прийшов до наступних висновків: «Саккарський птах ніколи не літав. Він абсолютно нестійкий без хвостового стабілізатора. При поверхневому дослідженні фотографій стає видно, що в ньому стабілізатора ніколи й не було. Навіть після установки хвостового стабілізатора характеристики планування були невтішними. „Саккарський птах“, безумовно, ніколи не був зразком літального апарата. З моделі виходить відмінний флюгер. Він прямо і стійко вказує напрямок вітру, не бовтаючись з боку в бік».
Наукова спільнота загалом відкидає гіпотезу Халіля Мессіхі. Згідно з іншими припущеннями, фігурка могла бути предметом культу бога-сокола (Хора), подобою бумеранга або іграшкою. Тим не менш, «Саккарський птах» продовжує згадуватися в публікаціях про так звані «археологічні загадки», які, на думку деяких, доводять, що люди давнини нібито мали набагато більш глибокі знання в науці і техніці, ніж прийнято вважати.